# Andorsengården

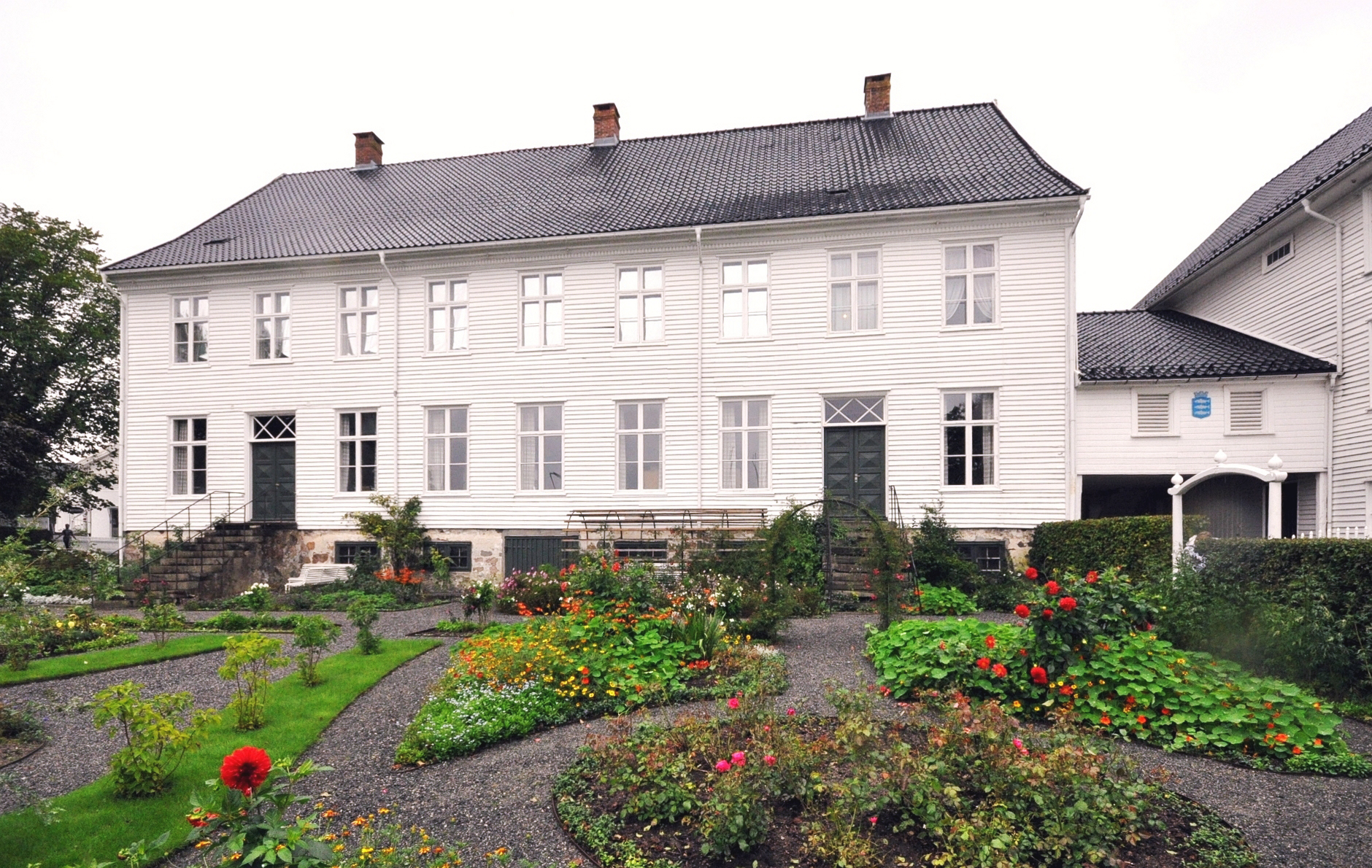
Andorsengården (2011)

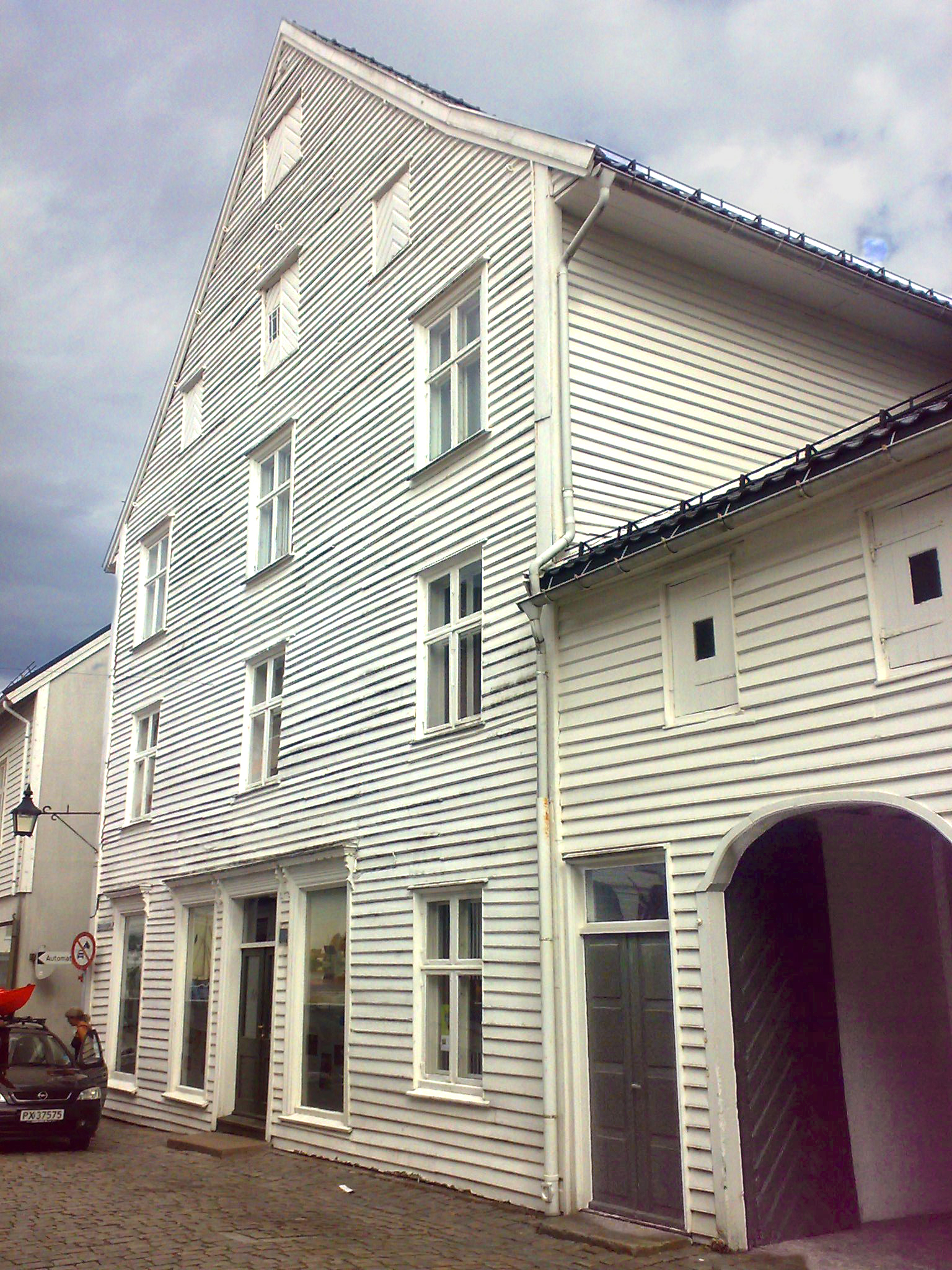
Andorsengården (2008)

Andorsengården ist ein Stadthaus, das in der Store Elvgata 5/6 im Zentrum der norwegischen Stadt Mandal liegt.
Das Wohnhaus wurde 1801–1805 von Mathias Knutzen gebaut. Die Fächer des Fachwerkhauses sind ausgemauert und die Wände von außen vertäfelt. Architektonisch passt es sehr gut in das von alten Holzhäusern geprägte Stadtbild Mandals, auch wenn die Kirche das einzige in ähnlicher Weise errichtete Gebäude ist.

## Geschichte
Das Bauwerk entstand während der Hochkonjunktur in der Zeit der Napoleonischen Kriege. Darauf folgte eine ökonomische Rezession und Mathias Knutzen musste das Gebäude 1822 an den Konsul Gulow Andorsen für 1.500 norwegische Speciedaler verkaufen. Das war eine vergleichsweise kleine Summe, denn Knutzen selbst hatte rund 44.000 norwegische Speciedaler benötigt, um das Haus fertigzustellen. So erhielt das Gebäude seinen heutigen Namen nach Gulow Andorsen.
1909 kauften Maria und Magda Salvesen, die zwei Töchter des Reeders Christian Salvesen, das Haus. Sie waren die Enkel Gulow Andorsens. Im Jahre 1954 ging das Gebäude in den Besitz der Stadt Mandal über.

## Aufbau und Ausstellung
Der Andorsengården besteht aus zwei miteinander verbundenen Gebäuden, dem Haupthaus und einem Wirtschaftsgebäude. Im Haupthaus befinden sich 20 Zimmer, darunter einige größere Säle. Während der Zeit Knutzens, Andorsens und Salvenens dienten die Säle großen gesellschaftlich Anlässen und Festen. Heute beherbergt das Haupthaus das Stadtmuseum Mandal. Von 1956 bis 2012 war in der ersten Etage die Stadtbibliothek untergebracht. In der zweiten Etage ist eine Kunstsammlung untergebracht, die sich eng mit der Stadt verbundenen Künstlern widmet, darunter Adolph Tidemand, Olaf Isaachsen, Amaldus Nielsen und Gustav Vigeland. Das Wirtschaftsgebäude ist über eine Galerie mit dem Haupthaus verbunden, das ursprünglich als Lager genutzt wurde und zeitweise einen Teil des Stadtmuseums beherbergte. Heute befindet sich im Andorsengården das Vest-Agder-Museum.
Vor dem Andorsengården liegt auf der dem Fluss Mandalselva zugewandten Seite der  Andorsenhagen (Andorsengarten). Er enthält einen abgeschirmten, in einem alten Muster angelegten Blumengarten. Bis zur Umgestaltung der Bryggegata in den 1960er Jahren erstreckte sich das Eigentum bis zum Mandalselva.